# Ralph MacDonald
Ralph MacDonald (15 de marzo de 1944 – 18 de diciembre de 2011) fue un percusionista y compositor nacido en Trinidad y Tobago.
Sus composiciones incluyen «Where is the love» (1971), un éxito para Roberta Flack y Donny Hathaway premiado con un Premio Grammy, y «Just the two of us» (1981), para Bill Withers y Grover Washington, Jr., también ganador de un Grammy. Su canción «Mr. Magic» fue un éxito para Grover Washington, Jr. y su «Calypso Breakdown» está incluida en la banda sonora de Saturday Night Fever.
Como percusionista, grabó con artistas como Burt Bacharach, George Benson, David Bowie, Aretha Franklin, Art Garfunkel, Billy Joel, Quincy Jones, Milt Jackson, Carole King, Miriam Makeba, David Sanborn, Paul Simon, Steely Dan, James Taylor, Luther Vandross, Amy Winehouse, Bob James, Ashford & Simpson, Nana Mouskouri, The Average White Band, Hall & Oates y The Brothers Johnson, Earl Klugh.